# Bakla
Bakla je prenosen vir ognja, navadno uporabljen kot svetilo. V večini izvedb je sestavljena iz palice, ki ima okrog enega konca navito cunjo, namočeno v gorljivo snov, denimo smolo. 
Bakla, ki jo prižgejo v grški Olimpiji, prizorišču antičnih olimpijskih iger, kot štafetna palica potuje prek sveta do kraja, kjer se odvijajo sodobne olimpijske igre. Bakla na poti nepretrgoma gori.